# Élections législatives de 1981 en Moselle
Les élections législatives françaises de 1981 en Moselle se déroulent les 14 et 21 juin 1981.

## Élus
| Circonscription | Député sortant    | Parti | Parti     | Député élu ou réélu | Parti | Parti     |
| --------------- | ----------------- | ----- | --------- | ------------------- | ----- | --------- |
| 1re             | Jean Laurain      |       | PS        | Jean Laurain        |       | PS        |
| 2e              | Jean-Louis Masson |       | RPR       | Jean-Louis Masson   |       | RPR       |
| 3e              | César Depietri    |       | PCF       | René Drouin         |       | PS        |
| 4e              | Henri Ferretti    |       | UDF (PR)  | Robert Malgras      |       | PS        |
| 5e              | Julien Schvartz   |       | RPR       | Charles Metzinger   |       | PS        |
| 6e              | Jean-Éric Bousch  |       | RPR       | Paul Bladt          |       | PS        |
| 7e              | Jean Seitlinger   |       | UDF (CDS) | Jean Seitlinger     |       | UDF (CDS) |
| 8e              | Pierre Messmer    |       | RPR       | Pierre Messmer      |       | RPR       |

## Positionnement des partis
Dans le département, le Parti socialiste (et apparentés) et le Parti communiste français se présentent dans les huit circonscriptions. Dans la 7e, outre le candidat officiel du PS, on compte aussi un candidat qui se déclare proche de la nouvelle majorité présidentielle. Quant aux communistes, ils se présentent sous l'appellation « majorité d'union de la gauche ».
La majorité sortante, réunie dans l'Union pour la nouvelle majorité, soutient elle aussi des candidats dans l'ensemble des circonscriptions, dont six députés sortants. Dans le détail, on compte 5 candidats RPR, 3 UDF et 1 CNIP.
Enfin, le Parti socialiste unifié présente un candidat sous l'étiquette « Alternative 81 » dans la 1re circonscription et « Aujourd'hui l'écologie » (écologistes proches de Brice Lalonde, ex-candidat à la présidentielle) dans la 2e.

## Résultats

### Résultats à l'échelle du département
| Parti          | Parti                                       | Premier tour | Premier tour | Second tour | Second tour | Sièges |
| Parti          | Parti                                       | Voix         | %            | Voix        | %           | Sièges |
| -------------- | ------------------------------------------- | ------------ | ------------ | ----------- | ----------- | ------ |
|                | Parti socialiste                            | 178 633      | 42,54        | 175 833     | 58,60       | 5      |
|                | Parti communiste français                   | 41 878       | 9,97         | Retrait     | Retrait     | 0      |
|                | Majorité présidentielle                     | 220 511      | 52,51        | 175 833     | 58,60       | 5      |
|                |                                             |              |              |             |             |        |
|                | Rassemblement pour la République            | 109 136      | 25,99        | 68 214      | 22,73       | 2      |
|                | Union pour la démocratie française          | 59 031       | 14,06        | 56 014      | 18,67       | 1      |
|                | Centre national des indépendants et paysans | 16 368       | 3,90         | Retrait     | Retrait     | 0      |
|                | Divers droite                               | 9 011        | 2,15         |             |             | 0      |
|                | Union pour la nouvelle majorité             | 193 546      | 46,09        | 124 228     | 41,40       | 3      |
|                |                                             |              |              |             |             |        |
|                | Lutte ouvrière                              | 3 010        | 0,72         |             |             | 0      |
|                | Divers écologiste (Aujourd'hui l'écologie)  | 1 343        | 0,32         | 0           |             |        |
|                | Parti socialiste unifié                     | 956          | 0,23         | 0           |             |        |
|                | Divers gauche (Pour une gauche nouvelle)    | 589          | 0,14         | 0           |             |        |
|                |                                             |              |              |             |             |        |
| Inscrits       | Inscrits                                    | 635 558      | 100,00       | 420 930     | 100,00      | 8      |
| Abstentions    | Abstentions                                 | 206 817      | 32,54        | 114 433     | 27,19       |        |
| Votants        | Votants                                     | 428 741      | 67,46        | 306 497     | 72,81       |        |
| Blancs et nuls | Blancs et nuls                              | 8 786        | 2,05         | 6 436       | 2,1         |        |
| Exprimés       | Exprimés                                    | 419 955      | 97,95        | 300 061     | 97,9        |        |

### Résultats par circonscription

#### Première circonscription (Metz-I)
| Candidat       | Candidat                   | Parti          | Premier tour | Premier tour | Second tour | Second tour |  |
| Candidat       | Candidat                   | Parti          | Voix         | %            | Voix        | %           |  |
| -------------- | -------------------------- | -------------- | ------------ | ------------ | ----------- | ----------- |  |
|                | Jean Laurain sortant réélu | PS             | 34 458       | 45,00        | 49 198      | 61,82       |  |
|                | Denis Jacquat              | UDF (PR)       | 16 823       | 21,97        | 30 388      | 38,18       |  |
|                | Jean Kiffer                | CNIP (UNM)     | 16 368       | 21,38        | Retrait     | Retrait     |  |
|                | Claude Lamm                | PCF            | 7 161        | 9,35         |             |             |  |
|                | Michel Mercier             | PSU            | 956          | 1,25         |             |             |  |
|                | Dominique Abeille          | LO             | 805          | 1,05         |             |             |  |
|                |                            |                |              |              |             |             |  |
| Inscrits       | Inscrits                   | Inscrits       | 114 993      | 100,00       | 114 989     | 100,00      |  |
| Abstentions    | Abstentions                | Abstentions    | 37 439       | 32,56        | 34 359      | 29,88       |  |
| Votants        | Votants                    | Votants        | 77 554       | 67,44        | 80 630      | 70,12       |  |
| Blancs et nuls | Blancs et nuls             | Blancs et nuls | 983          | 1,27         | 1 044       | 1,29        |  |
| Exprimés       | Exprimés                   | Exprimés       | 76 571       | 98,73        | 79 586      | 98,71       |  |

#### Deuxième circonscription (Metz-II)
| Candidat       | Candidat                        | Parti          | Premier tour | Premier tour | Second tour | Second tour |  |
| Candidat       | Candidat                        | Parti          | Voix         | %            | Voix        | %           |  |
| -------------- | ------------------------------- | -------------- | ------------ | ------------ | ----------- | ----------- |  |
|                | Jean-Louis Masson sortant réélu | RPR (UNM)      | 25 073       | 48,42        | 28 579      | 50,41       |  |
|                | Jean-Pierre Masseret            | PS             | 22 563       | 43,58        | 28 117      | 49,59       |  |
|                | Jacques Antoine                 | PCF            | 1 827        | 3,53         |             |             |  |
|                | Irène Kornetzky                 | MÉP            | 1 343        | 2,59         |             |             |  |
|                | Roger Bour                      | Divers droite  | 971          | 1,88         |             |             |  |
|                |                                 |                |              |              |             |             |  |
| Inscrits       | Inscrits                        | Inscrits       | 75 877       | 100,00       | 75 879      | 100,00      |  |
| Abstentions    | Abstentions                     | Abstentions    | 23 349       | 30,77        | 18 413      | 24,27       |  |
| Votants        | Votants                         | Votants        | 52 528       | 69,23        | 57 466      | 75,73       |  |
| Blancs et nuls | Blancs et nuls                  | Blancs et nuls | 751          | 1,43         | 770         | 1,34        |  |
| Exprimés       | Exprimés                        | Exprimés       | 51 777       | 98,57        | 56 696      | 98,66       |  |

#### Troisième circonscription (Thionville-Ouest)
| Candidat       | Candidat               | Parti          | Premier tour | Premier tour | Second tour | Second tour |  |
| Candidat       | Candidat               | Parti          | Voix         | %            | Voix        | %           |  |
| -------------- | ---------------------- | -------------- | ------------ | ------------ | ----------- | ----------- |  |
|                | René Drouin élu        | PS             | 23 476       | 42,89        | 39 857      | 70,64       |  |
|                | César Depietri sortant | PCF            | 16 144       | 29,50        | Retrait     | Retrait     |  |
|                | Roger Gauthier         | RPR (UNM)      | 13 694       | 25,02        | 16 568      | 29,36       |  |
|                | Bernard Thierry        | LO             | 1 417        | 2,59         |             |             |  |
|                |                        |                |              |              |             |             |  |
| Inscrits       | Inscrits               | Inscrits       | 81 176       | 100,00       | 81 173      | 100,00      |  |
| Abstentions    | Abstentions            | Abstentions    | 25 563       | 31,49        | 23 269      | 28,67       |  |
| Votants        | Votants                | Votants        | 55 613       | 68,51        | 57 904      | 71,33       |  |
| Blancs et nuls | Blancs et nuls         | Blancs et nuls | 882          | 1,59         | 1 479       | 2,55        |  |
| Exprimés       | Exprimés               | Exprimés       | 54 731       | 98,41        | 56 425      | 97,45       |  |

#### Quatrième circonscription (Thionville-Est)
| Candidat       | Candidat               | Parti          | Premier tour | Premier tour | Second tour | Second tour |  |
| Candidat       | Candidat               | Parti          | Voix         | %            | Voix        | %           |  |
| -------------- | ---------------------- | -------------- | ------------ | ------------ | ----------- | ----------- |  |
|                | Henri Ferretti sortant | UDF (PR)       | 22 594       | 43,03        | 25 626      | 44,71       |  |
|                | Robert Malgras élu     | PS             | 20 255       | 38,57        | 31 692      | 55,29       |  |
|                | René De Matteis        | PCF            | 7 826        | 14,90        | Retrait     | Retrait     |  |
|                | François Coubez        | Divers droite  | 1 248        | 2,38         |             |             |  |
|                | Guy Perrier            | Divers gauche  | 589          | 1,12         |             |             |  |
|                |                        |                |              |              |             |             |  |
| Inscrits       | Inscrits               | Inscrits       | 77 740       | 100,00       | 77 747      | 100,00      |  |
| Abstentions    | Abstentions            | Abstentions    | 24 208       | 31,14        | 19 355      | 24,89       |  |
| Votants        | Votants                | Votants        | 53 532       | 68,86        | 58 392      | 75,11       |  |
| Blancs et nuls | Blancs et nuls         | Blancs et nuls | 1 020        | 1,91         | 1 074       | 1,84        |  |
| Exprimés       | Exprimés               | Exprimés       | 52 512       | 98,09        | 57 318      | 98,16       |  |

#### Cinquième circonscription (Saint-Avold)
|                | Charles Metzinger élu   | PS             | 30 781 | 51,98  |  |  |  |
|                | Julien Schvartz sortant | RPR (UNM)      | 24 795 | 41,87  |  |  |  |
|                | Marcel Zieder           | PCF            | 3 643  | 6,15   |  |  |  |
|                |                         |                |        |        |  |  |  |
| Inscrits       | Inscrits                | Inscrits       | 93 010 | 100,00 |  |  |  |
| Abstentions    | Abstentions             | Abstentions    | 32 494 | 34,94  |  |  |  |
| Votants        | Votants                 | Votants        | 60 516 | 65,06  |  |  |  |
| Blancs et nuls | Blancs et nuls          | Blancs et nuls | 1 297  | 2,14   |  |  |  |
| Exprimés       | Exprimés                | Exprimés       | 59 219 | 97,86  |  |  |  |

#### Sixième circonscription (Forbach)
| Candidat       | Candidat                 | Parti          | Premier tour | Premier tour | Second tour | Second tour |  |
| Candidat       | Candidat                 | Parti          | Voix         | %            | Voix        | %           |  |
| -------------- | ------------------------ | -------------- | ------------ | ------------ | ----------- | ----------- |  |
|                | Jean-Éric Bousch sortant | RPR (UNM)      | 20 935       | 48,45        | 23 067      | 46,10       |  |
|                | Paul Bladt élu           | PS             | 18 048       | 41,77        | 26 969      | 53,90       |  |
|                | Jean-Marie Colle         | PCF            | 2 672        | 6,18         |             |             |  |
|                | Alain Monniaux           | LO             | 788          | 1,82         |             |             |  |
|                | Louis Rufin              | Divers droite  | 765          | 1,77         |             |             |  |
|                |                          |                |              |              |             |             |  |
| Inscrits       | Inscrits                 | Inscrits       | 71 150       | 100,00       | 71 142      | 100,00      |  |
| Abstentions    | Abstentions              | Abstentions    | 26 701       | 37,53        | 20 037      | 28,16       |  |
| Votants        | Votants                  | Votants        | 44 449       | 62,47        | 51 105      | 71,84       |  |
| Blancs et nuls | Blancs et nuls           | Blancs et nuls | 1 241        | 2,79         | 1 069       | 2,09        |  |
| Exprimés       | Exprimés                 | Exprimés       | 43 208       | 97,21        | 50 036      | 97,91       |  |

#### Septième circonscription (Sarreguemines)
|                | Jean Seitlinger sortant réélu | UDF (CDS)      | 19 614 | 53,09  |  |  |  |
|                | Pierre Fournel                | PS             | 8 834  | 22,56  |  |  |  |
|                | Raymond Sadler                | app. PS        | 7 614  | 20,61  |  |  |  |
|                | Fernand Beckrich              | PCF            | 1 385  | 3,75   |  |  |  |
|                |                               |                |        |        |  |  |  |
| Inscrits       | Inscrits                      | Inscrits       | 57 630 | 100,00 |  |  |  |
| Abstentions    | Abstentions                   | Abstentions    | 19 278 | 33,45  |  |  |  |
| Votants        | Votants                       | Votants        | 38 352 | 66,55  |  |  |  |
| Blancs et nuls | Blancs et nuls                | Blancs et nuls | 1 405  | 3,66   |  |  |  |
| Exprimés       | Exprimés                      | Exprimés       | 36 947 | 96,34  |  |  |  |

#### Huitième circonscription (Sarrebourg)
|                | Pierre Messmer sortant réélu | RPR (UNM)      | 24 639 | 54,77  |  |  |  |
|                | Bernard Babault              | PS             | 13 104 | 29,13  |  |  |  |
|                | Paul Kirsch                  | Divers droite  | 6 027  | 13,40  |  |  |  |
|                | Nino Ferino                  | PCF            | 1 220  | 2,71   |  |  |  |
|                |                              |                |        |        |  |  |  |
| Inscrits       | Inscrits                     | Inscrits       | 63 982 | 100,00 |  |  |  |
| Abstentions    | Abstentions                  | Abstentions    | 17 785 | 27,8   |  |  |  |
| Votants        | Votants                      | Votants        | 46 197 | 72,2   |  |  |  |
| Blancs et nuls | Blancs et nuls               | Blancs et nuls | 1 207  | 2,61   |  |  |  |
| Exprimés       | Exprimés                     | Exprimés       | 44 990 | 97,39  |  |  |  |